# 图尔曼斯邦
图尔曼斯邦是德国巴伐利亚州的一个市镇。总面积32.92平方公里，总人口2390人，其中男性1203人，女性1187人（2011年12月31日），人口密度73人/平方公里。